# 돌아온 너구리
《돌아온 너구리》는 폰포코를 본따 만든 DOS기반의 아케이드 플랫폼 게임으로, 1992년에 대구
에 재학 중이던 돌쇠&황성규가 제작하였다.

## 개요
폰포코와 완전히 형식이 같지만 깔끔한 그래픽과 정교한 사운드가 특징이다. 특히 오프닝은 ‘도-미-솔미도-라솔라시도'-도-’로 이루어진 단순하고도 재미있는 가락과 리듬을 지녔다. 게임을 시작하면 5층으로 된 맵이 나타나고, 곳곳에는 주인공 너구리가 먹어야 할 음식과 물음표가 쳐진 항아리가 있고 또 너구리의 진행을 방해하는 지네와 압정이 놓여 있으며, 층간 이동을 위한 사다리도 있다. 물음표가 쳐진 항아리는 점수를 더 얻게 되거나 뱀이 나온다.
스테이지는 모두 50개로 이루어져 있으며, 50번째 스테이지를 클리어하면 다시 첫 스테이지로 넘어온다.
지네와 뱀은 왼쪽이나 오른쪽으로만 이동하며, 중간에 방향을 바꾸거나 층간 이동을 하는 경우는 없고 너구리의 출발점으로 들어오지도 않는다. 그리고, 지네는 느린 지네와 빠른 지네가 있으며 층의 위로 이동하는 경우도 있다. 지네와 뱀은 높은 점프를 해도 뛰어 넘을 수가 없다. 참고로, 뱀은 느린 지네보다 더 느리다.
어떤 스테이지는 벽이 설치되어 있는 곳도 있다. 완전히 막혀 있는 것과 반토막으로 되어 있는 것이 있는데, 반토막으로 된 것은 긴 점프를 시도하여 넘을 수 있다.

## 조작
- ←→: 좌우 이동.
- ↑↓: 사다리를 이용한 이동.
- Space Bar: 점프
- ←Space Bar: 왼쪽으로 길게 점프.
- →Space Bar: 오른쪽으로 길게 점프.

## 이벤트

### 클리어 이벤트
클리어 이벤트는 주어진 음식물을 모두 먹게 되면 발동한다. 발동 즉시 화면이 페이드 아웃 되고, 남은 시간만큼 보너스 점수가 주어진 뒤 다음 스테이지로 이동한다.

### 사망 이벤트
사망 이벤트는 다음과 같은 경우에 발동한다.
- 지네나 뱀에 닿았을 경우.
- 압정에 찔렸을 경우.
- 아래층으로 떨어지게 될 경우.
- 제한시간을 초과하였을 경우.

사망 이벤트 발생 시 너구리가 거꾸로 떨어지게 되고 1층의 땅에 닿아야 사망 이벤트가 완료된다. 단, 예외적으로 압정에 찔렸을 경우는 즉시 사망 이벤트가 완료된다.

## 점수 계산
다음과 같다.
- 한 스테이지에서 점수가 되는 아이템을 먹으면 각각 다음 순서대로 점수가 올라간다.

| 차례  | 점수 | 차례  | 점수 | 차례   | 점수  |
| ----- | ---- | ----- | ---- | ------ | ----- |
| 1번째 | 10   | 5번째 | 100  | 9번째  | 1,000 |
| 2번째 | 20   | 6번째 | 200  | 10번째 | 2,000 |
| 3번째 | 30   | 7번째 | 300  | 11번째 | 3,000 |
| 4번째 | 50   | 8번째 | 500  | 12번째 | 5,000 |
13번째부터는 12번째의 점수를 적용한다.
- 클리어시 남은 시간을 보너스 점수로 환산한다. 1초당 20점이다.

## 트리비아
- 4번째 스테이지부터 6번째 스테이지까지는 ‘너구리’라는 단어를 각각 한 글자씩 그리고 있다.
- 37번째 스테이지와 46번째 스테이지는 서로 똑같이 생겼다.[2]
- 10번째 스테이지에서는 공중에 감자튀김을 하나 배치해 놓았다.[2] 점프해서 먹음과 동시에 떨어져 죽지만, 마지막에 먹었을 경우는 그렇지 아니하다. 떨어져 죽자마자 클리어 이벤트가 발동되기 때문이다.[3] 그러나 이때 라이프 감소는 없다.
- 위와 같은 식으로 27번째 스테이지에서는 항아리가 공중에 배치되어 있다. 점프해서 먹으면 약간의 점수와 함께 떨어져 죽게 된다.[2]
- 23번째 스테이지와 41번째 스테이지에서 층이 끊어져 있는 어떤 곳을 보면 둥글게 되어 있지 않고 칼로 자른 것처럼 되어 있다.
- 뱀이 9마리가 나온 상태에서 뱀이 들어있는 항아리를 열면 뱀이 나오는 소리는 들리지만 뱀은 나오지 않고 이미 나온 9마리의 뱀도 모두 사라진다. 이것이 버그인지 아니면 본래 그런 것인지는 알려져 있지 않다. 이 현상을 최초로 볼 수 있는 스테이지는 6번째 스테이지이다.